# Marrakech Emballages Ensemble 3
"Marrakech Emballages Ensemble 3" was het zesde album van de Belgische band Think of One. Het album verscheen in 2003.

## Tracklist[1]
1. Sable d'or
2. Visas et passeports
3. Où tu vas?
4. Sidi moussa
5. Shabi à l'aise
6. Ti joerar
7. Sharki veut fumer
8. J'étais jetée
9. Mahloume al riba

## Meewerkende muzikanten
- Abdelkebir Bensalloum (qraqeb, santir, zang)
- Amina Tkerkich (bendir, zang)
- Bart Maris (trompet)
- David Bovée (gitaar, zang)
- El Housseine El Yaqin (darboeka, oed, viool, zang)
- Eric Morel (saxofoon)
- Lalabrouk Loujabe (percussie, zang)
- Roel Poriau (drums)
- Tomas De Smet (achtergrondzang, basgitaar, contrabas)